# 若一王子神社 (曽於市)
若一王子神社（にゃくいちおうじじんじゃ）は、鹿児島県曽於市末吉町南之郷にある神社である。無社格。

## 若一王子について
若一王子神社とは、紀州の熊野三山（三山は昔修験道の一大行道場であった所）に由来する神社である。
旧官幣大社熊野速玉神社祭神（伊弉諾尊）、旧官幣中社熊野那智神社祭神（伊邪那美命）の御子である天照大神をこの地から勧請されたものと言われている。
全国には若宮王子、若王子、若宮若女一王子、若宮一王子、若一王子などととなえ、奉祀されている神社が多く散在している。若宮とは、本宮の御子神の意「王子」とは仏語の童子にあたるが、ここでは「御子神」の意味に用いてあり、熊野五所王子の内第一との意味である。よって、若一王子は熊野三所大神に次ぐ座に位置する神であるとある。

## 若一王子神社の創建
薩隅地に班田収授が行われたのは、延暦19年（800年）12月であったが、せっかくの班田制も結実せず、また旧に還って墾田状態が久しく続いた。後一条天皇の万寿3年（1026年）正月20日大宰府の大監平朝臣季基により弟判官良宗と共に現在の都城市の本庄、三俣院に至り、同地を領し近郷一円に荘園の拡大を図り、後に日本最大の荘園となる島津荘の原型を作った。
同年9月9日、梅北（現：都城市梅北町）の地に守護神として神柱宮を創建し、自ら司官となったが、その後荘園を藤原頼通に献上し、その管理を婿の肝付兼貞に譲って箸野に隠居し、同年12月29日当社を建て、晩年を司官として本明屋敷にて余生を送った。その後に祠があり、木造が祭ってあり近くには墓がある。

## ギャラリー

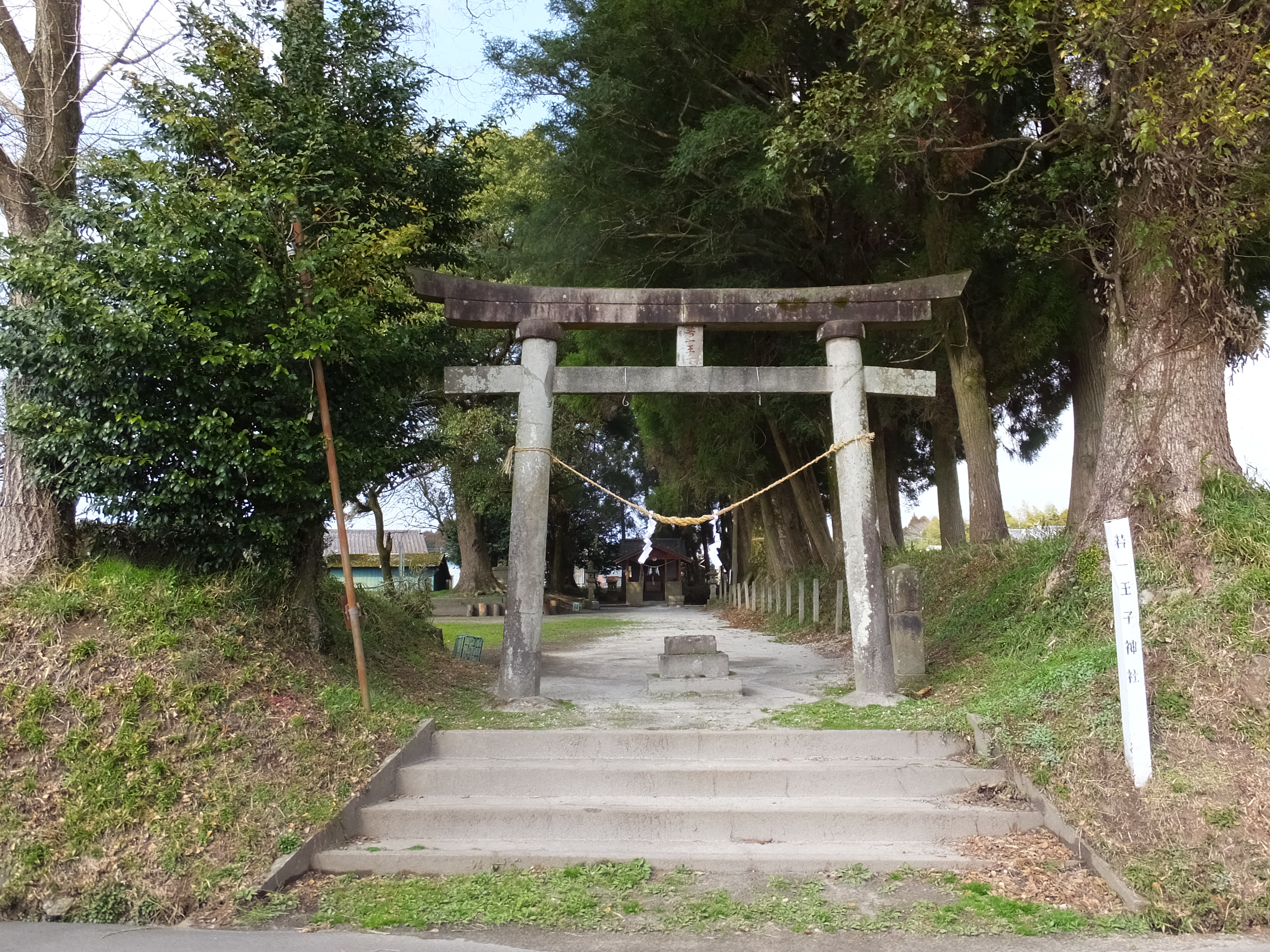
若一王子神社の鳥居(2015年3月8日撮影)

## 参考資料